# Henri Namphy
Henri Namphy (Cabo Haitiano, 2 de noviembre de 1932-República Dominicana, 26 de junio de 2018) fue un militar y político haitiano que se desempeñó como presidente del órgano gobernante interino de Haití, el Consejo Nacional de Gobierno, desde el 7 de febrero de 1986 hasta el 7 de febrero de 1988.

## Biografía
Presidente de facto desde el 6 de febrero de 1986 hasta el 7 de febrero de 1988. Ejerció el nuevo régimen conocido como «El duvalierismo sin Duvalier».
Ocupó la presidencia de Haití en un gobierno interino por la junta militar, que derrocó al dictador Jean-Claude Duvalier «Bébé Doc», poniendo fin a casi 30 años de gobierno personalista de la familia Duvalier, pero no fin al duvalierismo.
Namphy tras su designación, mantuvo la dictadura, fue sustituido en el cargo por el electo Dr. Leslie Manigat el 7 de febrero de 1988; siguió como jefe del ejército y en un golpe de Estado se hizo de nuevo con el poder cuando el presidente Manigat lo pasó al retiro en junio de 1988. Pero en septiembre de ese año otro general, Prosper Avril, lo expulsó de la presidencia mediante un nuevo golpe.